# شب شکارشدگان
شب شکارشدگان (فرانسوی: La Nuit des Traquées‎) 

یک فیلم ترسناک فرانسوی به کارگردانی ژان رولین است که در سال ۱۹۸۰ منتشر شد. از بازیگران این فیلم می‌توان به بریژیت لائه و کتی استوارت اشاره کرد.